# 碧潭地景藝術節

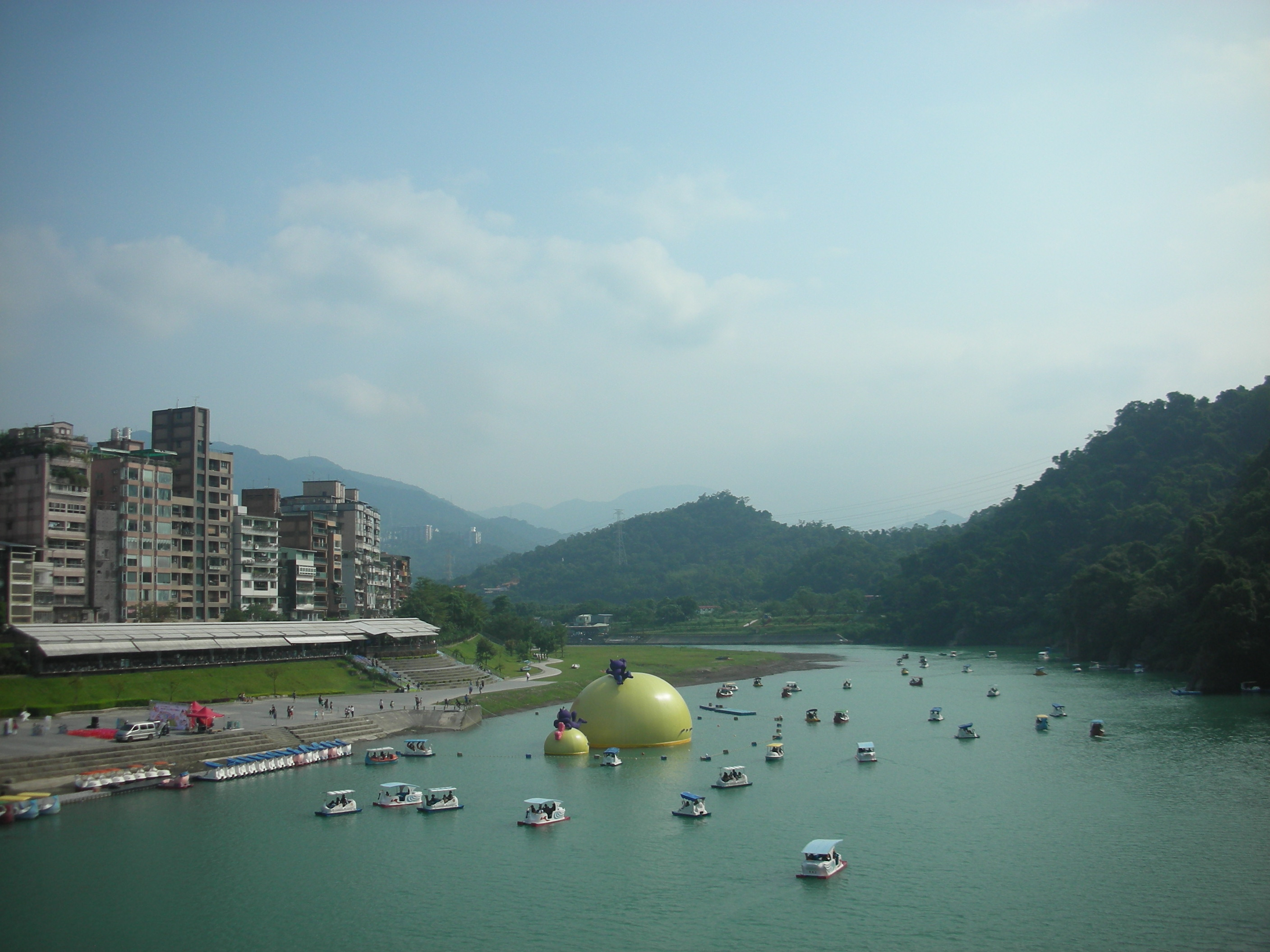
2019年，月亮藝術裝置展示於碧潭風景區

碧潭地景藝術節，為臺灣新北市於2019年起，於新店區碧潭風景區所舉辦的大型戶外展演活動。

## 歷屆展覽概況

### 2019年：月亮忘記了
2019年是921大地震及繪本《月亮忘記了》創作20週年，碧潭東岸廣場由幾米團隊設置了高達15米的充氣月亮藝術裝置，並於9月13日中秋節當晚進行2019碧潭地景藝術節點燈，希望帶來溫暖、呵護與守望的力量。活動自2019年9月13日至11月13日，為期兩個月。9月28日因米塔颱風來襲，新店溪受到豪雨影響水面上漲，為確保遊客及展覽作品的安全，暫時撤離月亮裝置藝術；後於10月8日晚間重新展出，展出日期並順延到11月21日止。新北市府於11月19日宣布，配合聖誕及跨年假期將至，將再次延長展出至2020年元旦。

### 2020年：如果我可以許一個願望
2020年第二屆碧潭地景藝術節2020年9月28日到2020年12月31日，這一屆再度與幾米合作，以《如果我可以許一個願望》繪本為發想，與碧潭自然風景結合打造出全新創作地景藝術裝置「向月亮許願」，與2019年的藝術裝置一樣維持15公尺高。2020年的作品以月亮堆疊在蛋糕上呈現，以象徵著溫暖與守望的月亮融合蛋糕意象。

### 2021年、2022年：來！碧潭小角落
2021碧潭地景藝術節活動時間為2021年12月31日至2022年3月24日，這一屆與「角落小夥伴」合作，結合碧潭溪面美麗的自然景致，地景裝置包括蜥蜴與母親的「親子」意象，以及角落小夥伴總是在一起的「夥伴」概念，傳遞珍惜家人、夥伴同心在一起的歡樂氛圍。

### 2023年：碧潭寫生趣！Colorful Bitan
2023碧潭地景藝術節「碧潭寫生趣！Colorful Bitan」活動時間為2023年6月16日至9月13日，每晚6時至10時點燈展出。本次與國際知名IP「三麗鷗家族明星」合作，設置Hello Kitty、布丁狗、美樂蒂、大耳狗喜拿及蛋黃哥，以拿著或躺在畫筆上的療癒模樣於碧潭東岸廣場上亮相。

## 外部連結
- 2019碧潭地景藝術節[]（於新北市觀光旅遊局官網簡介）
- 2020碧潭地景藝術節 （页面存档备份，存于）（於新北市觀光旅遊局官網簡介）